# Cene Vipotnik
Cene Vipotnik, slovenski pesnik, pisatelj, prevajalec in urednik, * 11. november 1914, Zagorje ob Savi, † 2. september 1972, Ljubljana.
Cene Vipotnik, brat politika Janeza Vipotnika (ki se je tudi ljubiteljsko ukvarjal z pisateljevanjem), spada v generacijo pesnikov iz obdobja tako imenovanih socialnih realistov. Pesniki tega obdobja so v prvi vrsti obravnavali socialna vprašanja in liriki niso bili naklonjeni. Pripadniki te skupine so bili: Bogomil Fatur, Tone Šifrer, Ivan Čampa, Erna Muser, Jože Udovič in Cene Vipotnik.
Najzrelejša osebnost tega rodu je bil Cene Vipotnik. Dokončal je Filozofsko fakulteto v Ljubljani, med vojno je bil v italijanski internaciji, po vojni pa zelo cenjen in upoštevan urednik v Cankarjevi založbi. Pisal je tudi poetične črtice in urejal antologije slovenske lirike ter prevajal tuje avtorje. Pesmi je objavljal v raznih revijah in jih 1956 izdal v zbirki Drevo na samam. Po smrti je izšlo zbrano delo Zemlje zeleni spomini (1975). Leta 1957 je prejel Prešernovo nagrado.
Tudi njegovi otroci so življenje posvetili umetnosti. Hči Alenka Vipotnik je bila priznana filmska in gledališka igralka, starejši sin Matjaž Vipotnik (nekdanji mož igralke Marijane Brecelj) je pionir grafičnega oblikovanja v nekdanji Jugoslaviji, mlajši sin Lenart Vipotnik pa je dolgoletni snemalec na RTV Slovenija.
V medijih pa se pojavljajo tudi njegovi vnuki: Ana Vipotnik je jazz pevka (Fake Jazz Orchestra) in življenjska sopotnica kitarista Igorja Leonardija, Nina Vipotnik, ki je vodja odnosov z javnostmi modno-blagovne hiše Emporium in rap-glasbenik Vasja Vipotnik.